# The Best of Volume 1
The Best of Vol. 1 és un àlbum recopilatori dels millors èxits de la banda australiana Silverchair. L'àlbum incloïa tots els senzills publicats fins al moment excepte "Shade". Aquest treball fou llançat sense el consentiment de la banda, ja que el grup havia canviat recentment de companyia discogràfica.

## Llista de cançons
Disc 1: A-Sides
| Núm. | Títol                              | Àlbum original | Durada |
| ---- | ---------------------------------- | -------------- | ------ |
| 1.   | «Anthem for the Year 2000» (Remix) | Neon Ballroom  |        |
| 2.   | «Freak»                            | Freak Show     |        |
| 3.   | «Ana's Song (Open Fire)»           | Neon Ballroom  |        |
| 4.   | «Emotion Sickness»                 | Neon Ballroom  |        |
| 5.   | «Israel's Son»                     | Frogstomp      |        |
| 6.   | «Tomorrow»                         | Frogstomp      |        |
| 7.   | «Cemetery»                         | Freak Show     |        |
| 8.   | «The Door»                         | Freak Show     |        |
| 9.   | «Miss You Love»                    | Neon Ballroom  |        |
| 10.  | «Abuse Me»                         | Freak Show     |        |
| 11.  | «Pure Massacre»                    | Frogstomp      |        |

Disc 2: B-Sides
| Núm. | Títol                        | Durada |
| ---- | ---------------------------- | ------ |
| 1.   | «Untitled»                   |        |
| 2.   | «New Race»                   |        |
| 3.   | «Trash»                      |        |
| 4.   | «Ana's Song» (Remix acústic) |        |
| 5.   | «Madman» (Mix vocal)         |        |
| 6.   | «Blind»                      |        |
| 7.   | «Punk Song #2»               |        |
| 8.   | «Wasted/Fix Me»              |        |
| 9.   | «Minor Threat»               |        |
| 10.  | «Freak» (Remix)              |        |
| 11.  | «Spawn (Pre-Vitro)»          |        |

- Una versió de "Surfin' Bird" realitzada per Silverchair apareix com a cançó de bonificació exclusivament en l'edició especial limitada francesa.

### Casset (Austràlia)
Cara 1
| Núm. | Títol                        | Durada |
| ---- | ---------------------------- | ------ |
| 1.   | «Anthem for the Year 2000»   |        |
| 2.   | «Freak»                      |        |
| 3.   | «Ana's Song»                 |        |
| 4.   | «Emotion Sickness»           |        |
| 5.   | «Israel's Son»               |        |
| 6.   | «Untitled»                   |        |
| 7.   | «New Race»                   |        |
| 8.   | «Trash»                      |        |
| 9.   | «Ana's Song» (Remix acústic) |        |
| 10.  | «Madman» (Mix vocal)         |        |

Cara 2
| Núm. | Títol               | Durada |
| ---- | ------------------- | ------ |
| 1.   | «Tomorrow»          |        |
| 2.   | «Cemetery»          |        |
| 3.   | «The Door»          |        |
| 4.   | «Miss You Love»     |        |
| 5.   | «Abuse Me»          |        |
| 6.   | «Pure Massacre»     |        |
| 7.   | «Blind»             |        |
| 8.   | «Punk Song #2»      |        |
| 9.   | «Wasted/Fix Me»     |        |
| 10.  | «Minor Threat»      |        |
| 11.  | «Freak» (Remix)     |        |
| 12.  | «Spawn (Pre-Vitro)» |        |

## DVD
The Best of Volume 1 - Complete Videology es tracta del darrer VHS i primer DVD realitzat per Silverchair. Fou realitzada per Sony sense l'autorització del grup, poc després de d'anunciar-se que la banda abandonava la discogràfica. Els vídeos pertanyen als anys 1994-1999, que inclouen els àlbums Frogstomp, Freak Show i Neon Ballroom, i es mostra l'evolució musical del grup a més d'algunes actuacions en directe durant la gira "Neon Ballroom Tour" del 1999.

### VHS/DVD
1. "Emotion Sickness"
2. "Miss You Love"
3. "Ana's Song (Open Fire)"
4. "Anthem for the Year 2000"
5. "Cemetery"
6. "Abuse Me"
7. "Freak"
8. "Israel's Son"
9. "Pure Massacre" (Versió australiana)
10. "Tomorrow"
11. "The Door" - Directe a Melbourne Park
12. "Paint Pastel Princess" - Directe a Melbourne Park
13. "Spawn Again" - Directe a Melboune Park
14. "Pure Massacre" (Versió estatunidenca)

- El DVD també conté una versió remasteritzada de Emotion Pictures.

### DVD+CD
1. Opening titles
2. "Emotion Sickness"
3. "Miss You Love"
4. "Ana's Song (Open Fire)"
5. "Anthem for the Year 2000"
6. "Cemetery"
7. "Abuse Me"
8. "Freak"
9. "Israel's Son"
10. "Pure Massacre"
11. "Tomorrow" (Versió estatunidenca)
12. "The Door" (Channel V)
13. "Paint Pastel Princess" (Channel V)
14. "Spawn Again" (Channel V)
15. "Pure Massacre" (Channel V)
16. "Anthem for the Year 2000" (fragment)
17. "Emotion Sickness" (fragment)
18. "Satin Sheets" (fragment)
19. "Miss You Love" (fragment)
20. "Ana's Song (Open Fire)" (fragment)
21. On tour video footage
22. Closing credits

- El tall del DVD titulat "On Tour Video Footage" es tracta de material fotogràfic i vídeos de la gira que prèviament havia estat inclòs en el Emotion Pictures.

## Personal
- Daniel Johns – cantant, guitarra, piano, clavicordi, arranjaments orquestrals (cançons 2, 4, 10)
- Ben Gillies – bateria, percussió
- Chris Joannou – baix

### Personal addicional
- Rob Woolf – orgue Hammond
- Michele Rose – pedal steel
- Paul Mac – piano i teclats
- Jim Moginie– teclats (cançons 2, 5), piano (cançons 5)